# 玛丽亚·萨瓦
玛丽亚·萨瓦（羅馬尼亞語：Maria Sava，20世纪—），罗马尼亚前女子赛艇运动员。她曾代表罗马尼亚参加世界赛艇锦标赛，获得二枚金牌和二枚铜牌，均来自轻量级项目。